# St. Leonhard (Offingen)

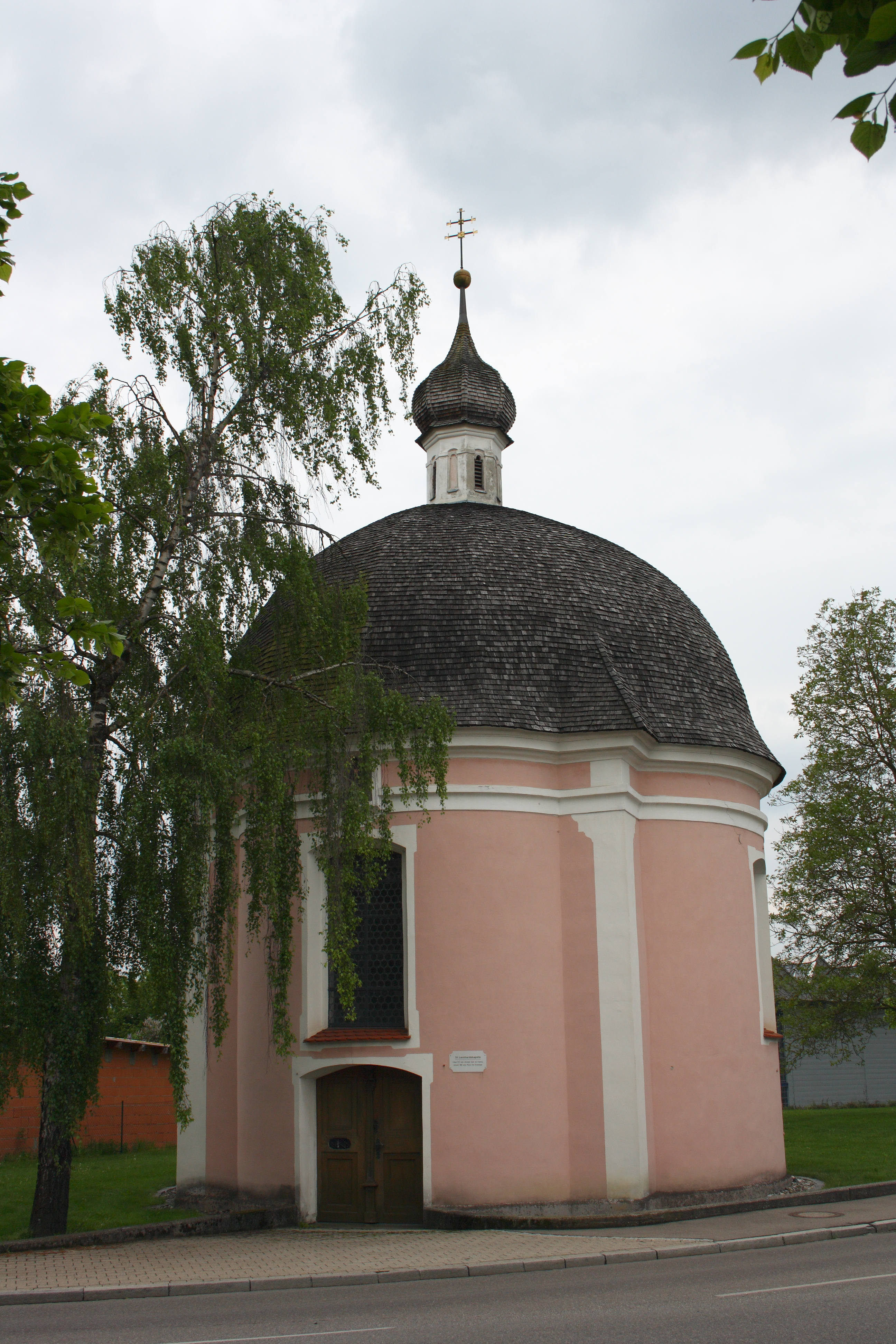
St. Leonhard in Offingen

Die römisch-katholische Kapelle St. Leonhard steht in Offingen, einem Markt im schwäbischen Landkreis Günzburg in Bayern. Das Bauwerk ist in der Liste der Baudenkmäler in Offingen als Baudenkmal unter der Nr. D-7-74-171-2 eingetragen.

## Beschreibung
Die Kapelle wurde 1747 auf Veranlassung von Johann Anton II. von Freyberg anstelle eines Vorgängerbaus errichtet. Sie besteht aus einem quadratischen Zentralbau mit Konchen an allen vier Seiten, der mit einer Kuppel bedeckt ist, auf dem ein Tambour sitzt, der mit einer Zwiebelhaube bedeckt ist. 
Im Innenraum, der mit Pilastern gegliedert ist, befinden sich emblematische Fresken. Der Altar aus Stuckmarmor wurde Mitte des 18. Jahrhunderts aufgestellt. Ein Gemälde von Leonhard von Limoges entstand um 1860/70.